# Maggie Mae
Maggie Mae, pseudonimo di Andrea Cosima Carle (Karlsruhe, 13 maggio 1960 – Melbourne, 30 agosto 2021), è stata una cantante tedesca naturalizzata statunitense.

## Biografia
Il nome d'arte era ispirato all'omonima canzone popolare di Liverpool resa famosa dai Beatles. 
A soli quattordici anni incise il suo primo 45 giri dal titolo Ich hab' Spaß am Leben, ma il grande successo giunse qualche mese dopo col brano My Boy Lollipop, cover dell'omonimo brano, inciso dieci anni prima, dalla cantante-attrice Millie Small. Il disco ottenne un discreto successo anche in altri paesi vendendo numerose copie in Francia, in Italia e in Spagna. Il brano resterà primo nelle hit-parade tedesche per settimane regalando all'artista una grande fama.
Durante tutti gli anni settanta e per buona parte degli anni ottanta partecipò a numerose trasmissioni televisive tedesche raccogliendo buoni consensi. Nel 1975 partecipò alla selezione nazionale per l'Eurovision Song Contest, arrivando settima; nello stesso anno incise un altro brano singolo che scalò le hit tedesche dell'epoca: Applaus für ein total verrücktes Haus.
Visto l'enorme successo in patria, venne tentato il lancio internazionale della cantante che andrà a buon segno negli Stati Uniti, dove avrebbe poi inciso alcuni brani di successo. Meno fortunato il suo lancio in Italia. Sulla scia del successo di My Boy Lollipop, nel 1976 le venne data l'opportunità di partecipare al Festival di Sanremo, manifestazione presentata quell'anno da Giancarlo Guardabassi. Maggie Mae partecipò all'edizione con il brano Sing My Song che, nonostante il titolo, era cantato quasi interamente in italiano. Il complicato regolamento di quell'edizione prevedeva cantanti organizzati in squadre con tanto di eliminazioni progressive e ripescaggi. La presenza di nomi abbastanza noti offuscò, quasi del tutto, la sua partecipazione. Il brano, non particolarmente esaltante, non valorizzò il talento e la simpatia dell'artista, che venne esclusa dalla serata finale. Su trenta canzoni in gara la Mae una delle sei donne soliste di quella edizione: insieme a lei erano in gara Gloriana, Rosanna Fratello, Vanna Leali, Romina Power ed Orietta Berti, fra le quali solo quest'ultima raggiunse la finale. Nel 1976 la RAI trasmise, per televisione, solo tale serata, e pertanto, dell'esibizione di Maggie Mae non resta, ad oggi, alcuna traccia filmata.  
Maggie Mae morì negli USA il 30 agosto 2021, per complicazioni da Covid-19. 